# Penicillium aethiopicum
Penicillium aethiopicum är en svampart som beskrevs av Frisvad 1990. Penicillium aethiopicum ingår i släktet Penicillium och familjen Trichocomaceae.   Inga underarter finns listade i Catalogue of Life.